# José Ruiz Sánchez
José Ruiz Sánchez (Villafranca de Córdoba, provincia de Córdoba, 19 de octubre de 1980) es un ciclista profesional español.
Debutó como profesional con el equipo Andalucía-Paul Versan en el 2005.

## Palmarés
No ha conseguido victorias como profesional.

## Equipos
- Andalucía-Paul Versan (2005-2006)
- Andalucía-Cajasur  (2007-2009)